# El último trago
El último trago o En el último trago, es una canción mexicana ranchera, del compositor mexicano José Alfredo Jiménez, es una de las canciones más típicas de su repertorio y una de sus composiciones más famosas.

## Letra e interpretaciones
La letra, canta en primera persona, la invitación a una despedida personal, de la persona amada, mediante una última reunión. 
Los primeros versos de la primera estrofa dicen:

Tómate esta botella conmigo
 y en el último trago nos vamos
 quiero ver a que sabe tu olvido
 sin poner en mis ojos tus manos...

La canción se ahonda en la desesperanza y desventura del amor perdido y parece confesar la culpa de la pérdida en algunos de sus versos:

Nada me han enseñado lo años,
 siempre caigo en los mismos errores.
 Otra vez a brindar con extraños
 y a llorar por los mismos dolores

Esta canción ha sido interpretada por diversos exponentes del género ranchero como Antonio Aguilar, Chavela Vargas, Flor Silvestre, Francisco "El Charro" Avitia, Lola Beltrán o el propio José Alfredo Jiménez, sin embargo con arreglos musicales distintos, a su género original ha sido interpretada por diversos cantantes mexicanos y no mexicanos, como Enrique Guzmán, Tania Libertad, Concha Buika, Nicho Hinojosa, Los Rodríguez o El Tri.

## Motivos Culturales
En 2014, se estrena la película «En el último trago», dirigida por Jack Zagha Kababie y protagonizada por Luis Bayardo, Rodolfo Guerrero, Eduardo Manzano, José Carlos Ruiz y Pedro Weber "Chatanuga". El título de esta película es una alusión a la canción y una especiede homenaje a José Alfredo Jiménez.